# محمد علي عبد الله
محمد علي عبد الله الضراط من مواليد 13 أيلول/سبتمبر 1975 في طرابلس بليبيا، هو ناشط سياسي وحقوقي ليبي.

## الخلفية
محمد هو الثاني من سبعة أطفال للزوجين علي عبد الله الضراط وفاطمة السنوسي. 
هاجر في سن الشباب مع والده حيث عاشى في المنفى لمدة 29 عاما. تخرج من المدرسة الثانوية لافاييت في الولايات المتحدة الأمريكية عام 1993 ثم درس العلاج الطبيعي عام 1997 قبل أن يلتحق بشعبة الاتصالات وإدارة البيانات عام 2000 كما درسَ إدارة الأعمال في نفس العام في جامعة كنتاكي. تزوّج محمد من حليمة محمد أديب في عام 2000 وولد معها 4 أطفال؛ هم علي، فاطمة، أروى وعمر المختار. درس وعاش في ليكسينغتون في كنتاكي بالولايات المتحدة الأمريكية، وقضى جزء كبير من حياته المهنية في السفر بينَ أمريكا اللاتينية وآسيا.

## الحركة الطلابية
أصبحَ علي عبد الله شخصية رائدة ضمن الحركة الطلابية الليبية في المنفى كما عمل مع اللجنة التنفيذية للاتحاد العام لطلبة ليبيا (GUSL) من عام 1992 إلى عام 1997. زادت شهرته عقب عمله كمحرر في مجلة «شهداء ليبيا» خلال تسعينيات القرن الماضي.

## النشاط السياسي
انضمّ علي عبد الله إلى الجبهة الوطنية لإنقاذ ليبيا في سن مبكرة جدا في المنفى وأصبح واحدً من الشباب الجهاديين. عمل كجزء من فريق مجلة الإنقاذ كما عمل ضمن فريق البث الإذاعي وعضو المجموعة الموسيقية التي أنتجت الأغاني الوطنية حول ليبيا. عين كعضو دائم في المكتب الليبي عام 2002 وانضم في وقت لاحق إلى اللجنة التنفيذية في عام 2004. انتُخب في منصب نائب الأمين العام للمجموعة في عام 2007 وهناك احتك مع السيد إبراهيم صهاد. كان مسؤولا عن عمليات المجموعة داخل ليبيا في الفترة من عام 2004 حتى عام 2011.
كان محمد الممثل الإعلامي للفريق، وقد خدم سنتان في المؤتمر الوطني العام في ليبيا (GNC) ثم شغل منصب رئيس اللجنة الفرعية للتخطيط والميزانية والرقابة المالية.

## المسيرة المهنية
سكن محمد علي في لكسمارك في عام 1997 وأسّس شركة فورتشن 500 في الولايات المتحدة والتي تعملُ على إنتاج وتطوير التكنولوجيا. عمل كذلك ضمن فريق تكنولوجيا المعلومات حتى عام 2005 قبل المشاركة في إعداد شركة فرعية في الشرق الأوسط عام 2006. تمت ترقيته إلى منصب مدير عام لكسمارك إنترناشيونال الشرق الأوسط في عام 2009، وبقي في هذا المنصب حتى كانون الثاني/يناير 2012.
عقد العديد من الاتفاقات مع عددٍ من القيادات السياسية والمهنية في الفترة ما بين 2012 و2017.